# Sacha Vierny
Sacha Vierny (Bois-le-Roi, Sena i Marne, França, 10 d'agost de 1919-Vannes, França, 15 de maig de 2001) va ser un director de fotografia francès. Els seus treballs més coneguts són aquells en els quals va col·laborar amb grans directors francesos de la Nouvelle Vague com Alain Resnais i, posteriorment, amb el director gal·lès Peter Greenaway.

## Biografia i carrera
Fill d'immigrants russos, Sacha Vierny es va graduar a l'Institut des hautes études cinématographiques (IDHEC). Començaria a fer els seus primers passos treballant per Alain Resnais com a assistent del director de fotografia Ghislain Cloquet en el documental Nuit et brouillard.
El seu primer treball en un llargmetratge va ser en 1960, en l'equip de Le Bel-âge, de Pierre Kast. En aquells dies, Resnais acabava d'aconseguir finançament per a filmar Hiroshima, mon amour, i va contactar amb Vierny perquè treballés per a la part de la producció rodada a França (de la japonesa s'encarregaria Mishio Takahasi). El particular estil de Vierny apunta ja en aquest film, amb el seu característic gust pels clarobscurs i les textures i les àmplies gammes de contrastos entre escenes.
La pel·lícula va guanyar la Palma d'Or a Canes en 1959. Junts continuarien treballant en la gran majoria de les pel·lícules del director L'Année dernière à Marienbad, Muriel, La guerra s'ha acabat. La seva col·laboració i enteniment després de més de mitja dotzena de pel·lícules va arribar a tal punt que, segons declaracions del propi Resnais, «ens coneixíem tan bé que només amb veure'm mirar el visor i moure'm a dalt i a baix ja sabia quina lent anava a triar. Podia començar a il·luminar l'escena fins i tot abans que li hagués dit què era el que volia exactament».
El 1967 Sacha Vierny va treballar a Belle de jour de Buñuel; el 1977 a Baxter, de Duras; a L´hypothèse du tableau volé, de Raúl Ruiz el 1979. El 1985 començaria la seva col·laboració amb Peter Greenaway, La més destacada, a la pel·lícula El cuiner, el lladre, la seva dona i el seu amant (1989) li va valdre el premi a la millor fotografia a XXII Festival Internacional de Cinema Fantàstic de Sitges Després continuaria amb Els llibres de Prospero iThe Tempest, El seu darrer treball fou a Vides furtives de Sally Potter.

## Filmografia

### Curtmetratges
- 1954 : Lumière de Paul Paviot
- 1954 : Pantomimes de Paul Paviot
- 1955 : Nuit et brouillard d'Alain Resnais
- 1956 : Tu enfanteras sans douleur d'Henri Fabiani
- 1957 : Le Mystère de l'atelier quinze d'Alain Resnais
- 1958 : L'Opéra-Mouffe d'Agnès Varda
- 1958 : le Chant du styrène d'Alain Resnais
- 1960 : Une question d'assurance de Pierre Kast
- 1962 : Diamètres de Philippe Condroyer
- 1964 : Un coin sans importance de Pierre Lary
- 1972 : Le Fusil à lunette de Jean Chapot
- 1977 : 500 Grammes de foie de veau d'Henri Glaeser
- 1977 : Le Conseiller Crespel de Robert Pansard-Besson
- 1988 : Fear of Drowning de Vanni Corbellini i Peter Greenaway
- 1990 : Final d'Irène Jouannet
- 1992 : Rosa de Peter Greenaway
- 1995 : Autoreverse de Mathias Benguigui

### Llargmetratges
- 1949 : LLe Point du Jour de Louis Daquin (assistent)
- 1954 : Das Lied der Ströme de Joris Ivens
- 1957 : Lettre de Sibérie de Chris Marker
- 1959 : Hiroshima mon amour d'Alain Resnais
- 1960 : Le Bel Âge de Pierre Kast
- 1960 : La Morte-Saison des amours de Pierre Kast
- 1960 : Merci Natercia de Pierre Kast
- 1960 : La Main chaude de Gérard Oury
- 1961 : L'Année dernière à Marienbad d'Alain Resnais
- 1962 : Portrait-robot de Paul Paviot
- 1962 : Climats de Stellio Lorenzi
- 1963 : Muriel ou le Temps d'un retour d'Alain Resnais
- 1964 : Aimez-vous les femmes ? de Jean Léon
- 1966 : La Danse du héron de Fons Rademakers
- 1966 : La guerra s'ha acabat d'Alain Resnais
- 1967 : La Musica de Marguerite Duras i Paul Seban
- 1967 : La Bien-aimée de Jacques Doniol-Valcroze (TV)
- 1967 : Belle de jour de Luis Buñuel
- 1968 : Caroline chérie de Denys de La Patellière
- 1968 : Le Tatoué de Denys de La Patellière
- 1969 : La Main de Henri Glaeser
- 1971 : Bof... Anatomie d'un livreur de Claude Faraldo
- 1972 : La Nuit bulgare de Michel Mitrani
- 1973 : La Sainte Famille de Pierre Koralnik
- 1973 : Les Granges brûlées de Jean Chapot
- 1973 : Le Moine d'Ado Kyrou
- 1974 : Stavisky de Alain Resnais
- 1977 : La Vocation suspendue de Raoul Ruiz
- 1977 : Le Diable dans la boîte de Pierre Lary
- 1977 : Baxter, Vera Baxter de Marguerite Duras
- 1979 : L'Hypothèse du tableau volé de Raoul Ruiz
- 1980 : Éclipse sur un ancien chemin vers Compostelle de Bernard Férié
- 1980 : Le Chemin perdu de Patricia Moraz
- 1980 : Le Fils puni de Philippe Collin
- 1980 : Mon oncle d'Amérique de Alain Resnais
- 1981 : Beau-père de Bertrand Blier
- 1982 : Le Rose et le Blanc de Robert Pansard-Besson
- 1983 : Les Trois Couronnes du matelot de Raoul Ruiz
- 1984 : Clash de Raphaël Delpard
- 1984 : La Femme publique d'Andrzej Żuławski
- 1984 : L'Amour à mort d'Alain Resnais
- 1985 : Zoo de Peter Greenaway
- 1985 : Flügel und Fesseln
- 1987 : El ventre d'un arquitecte de Peter Greenaway
- 1988 : Drowning by Numbers de Peter Greenaway
- 1989 : El cuiner, el lladre, la seva dona i el seu amant de Peter Greenaway
- 1991 : A Walk Through Prospero's Library (TV)
- 1991 : Els llibres de Prospero de Peter Greenaway
- 1991 : M Is for Man, Music, Mozart (TV)
- 1992 : L'Autre Célia d'Irène Jouannet
- 1993 : The Baby of Mâcon de Peter Greenaway
- 1996 : The Pillow Book de Peter Greenaway
- 1998 : Dormez, je le veux ! d'Irène Jouannet
- 1999 : 8½ Women de Peter Greenaway
- 2000 : Vides furtives de Sally Potter